# Dialog (telefon)

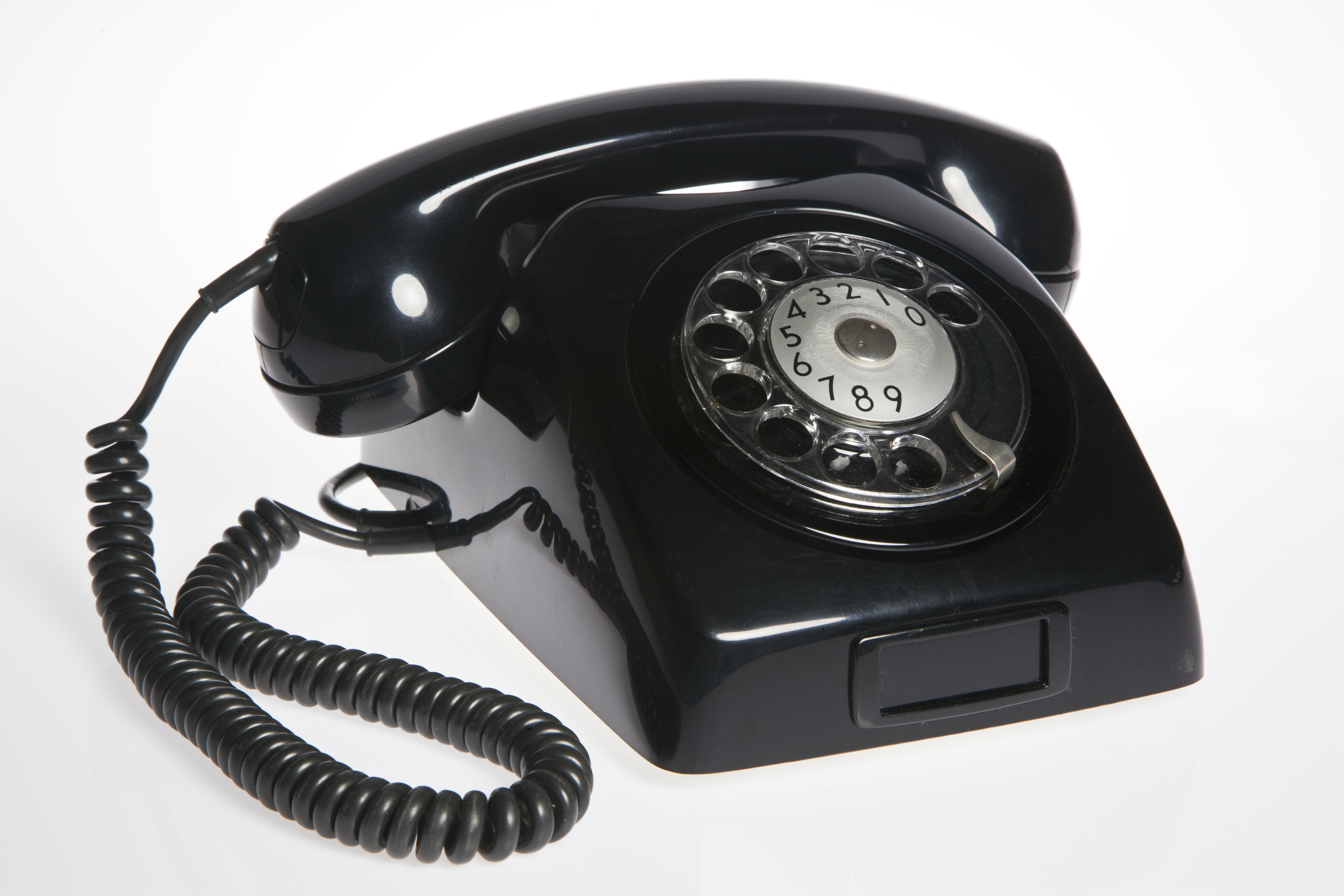
En Dialog tillverkad 1968.

Dialog eller Dialogtelefonen var en svensk telefonapparat för fast telefoni som tillverkades mellan 1962 och 1978. Dialog kommer från grekiskan och betyder genom samtal.

## Historik

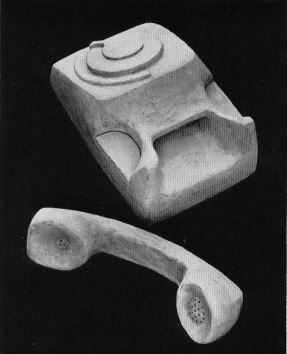
Dialog: tidig gipsmodell.

I mitten av 1950-talet tillsattes en kommitté med representanter för LM Ericsson och Televerket med uppgift att ta fram en ny standardtelefon för den svenska marknaden. Den apparat som fortfarande var "standardtelefonen" i de svenska hemmen var den tunga bakelittelefonen från 1930-talet, som endast förändrats marginellt. Genom framgången med Ericofonen hade Ericsson fått lite andrum, men nu var det dags att komma ikapp den utländska konkurrensen. I december 1958 gavs projektet högsta prioritet. Som ansvarig för designen engagerades arkitektkontoret AOS Arkitekter (Magnus Ahlgren, Torbjörn Olsson och Sven Silow).
Några av förutsättningarna för den nya modellen var:
- att kåpa och lur skulle tillverkas av termoplast och inte av härdplast
- att fingerskivan skulle vara av den modell som introducerades redan i Ericovoxapparaten
- att telefonen skulle vara lätt bärbar
- att dess inre ej skulle vara helt mörkt med hänsyn till insektsskydd i tropikerna
- att kåpan skulle kunna öppnas av reparatören med enkla handgrepp
- att klykans uppfångande av luren ytterligare skulle förbättras
- att dess vikt blev betydligt mindre än den gamlas
- att avståndet mellan mikrofon och hörtelefon skulle vara kortare än på den tidigare modellen

Vid sitt formgivningsarbete riktade arkitekterna sin uppmärksamhet speciellt mot telefonluren, som skulle vara lätt och bekväm att hålla i och de lyckas att få ner lurens vikt till cirka 250 gram, ungefär hälften jämförd med bakelitluren. Till grund för det inbördes läget mellan hörtelefon och mikrofon lades de undersökningar som gjorts i olika länder beträffande ansiktsmått. Efter mängder med skisser och ett 30-tal modeller i lera, gips, trä och plast startades tillverkningen av den nya svenska standardapparaten 1962 hos Ericsson och 1964 hos Televerket.
År 1969 introducerade LM Ericsson även sina första knapptelefoner med knappsatser anpassade till Dialog och Ericofon. Standardtelefonen med knappval blev 1978 Dialogs efterföljare, Diavox.

## Konstruktion

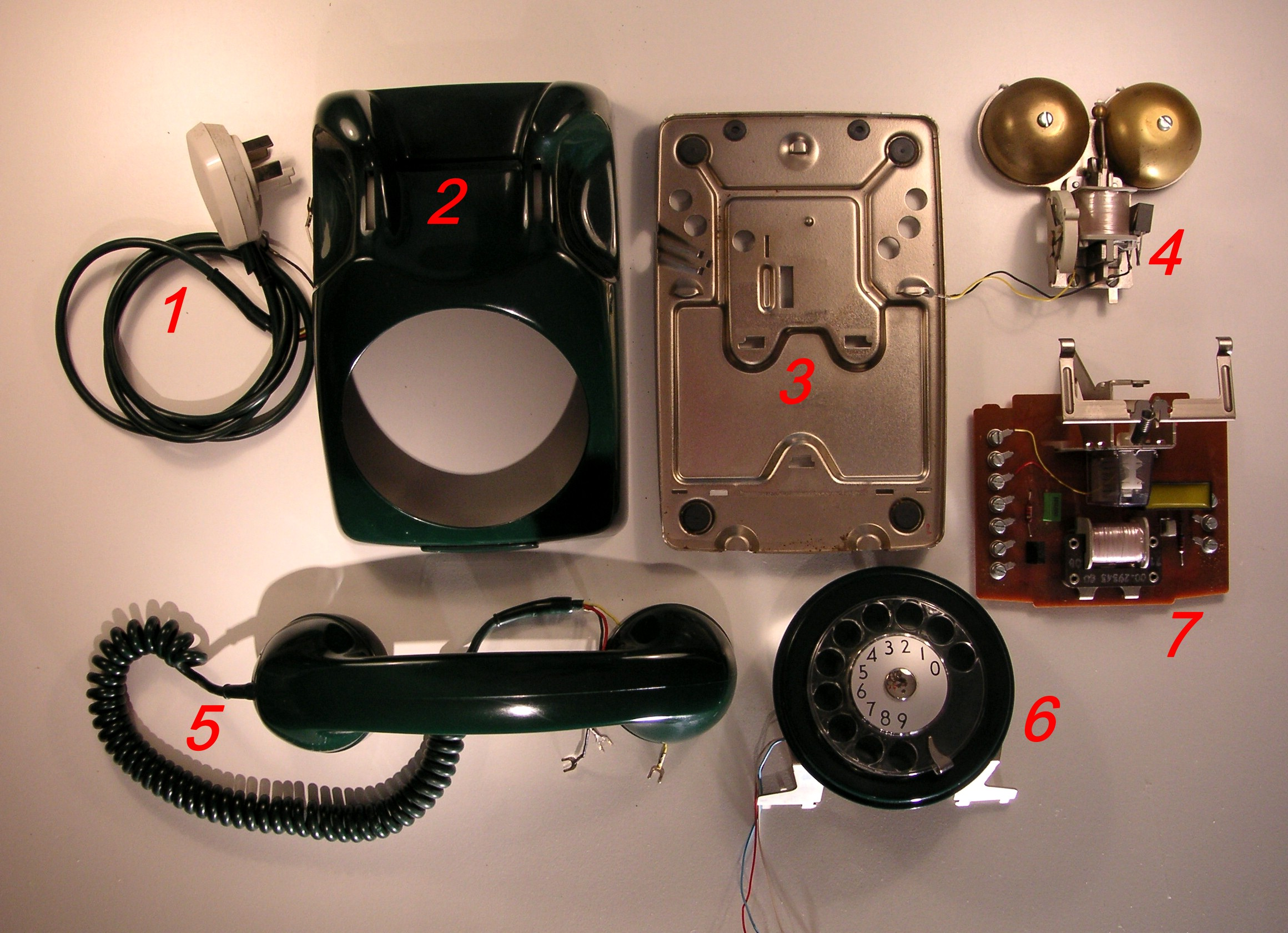
Dialog i sju delar

Den nya apparaten, en så kallad dekadisk telefon, var tillverkad i termoplast, vilket gav möjlighet att erbjuda telefonen i många klara färger, dock var grå den vanligaste. Andra färger än grått/vitt/svart kom 1976. Hela apparaten var sammansatt av sju utbytbara delar: 
- anslutningskabel (1)
- kåpa (2)
- bottenplatta (3)
- ringklocka (4)
- lur (5)
- fingerskiva (6)
- elektronikenhet med klykfunktion (7)

Allt hölls ihop av en enda skruv. På baksidan, under luren fanns ett bekvämt bärhandtag. Ringstyrkan kunde justeras steglöst och att telefonen kunde anslutas med stickpropp var en nyhet.
Dialog fanns även som väggtelefon och anpassad till marknader där fingerskivan började med siffra "1".

## Urval av telefoner i olika färger

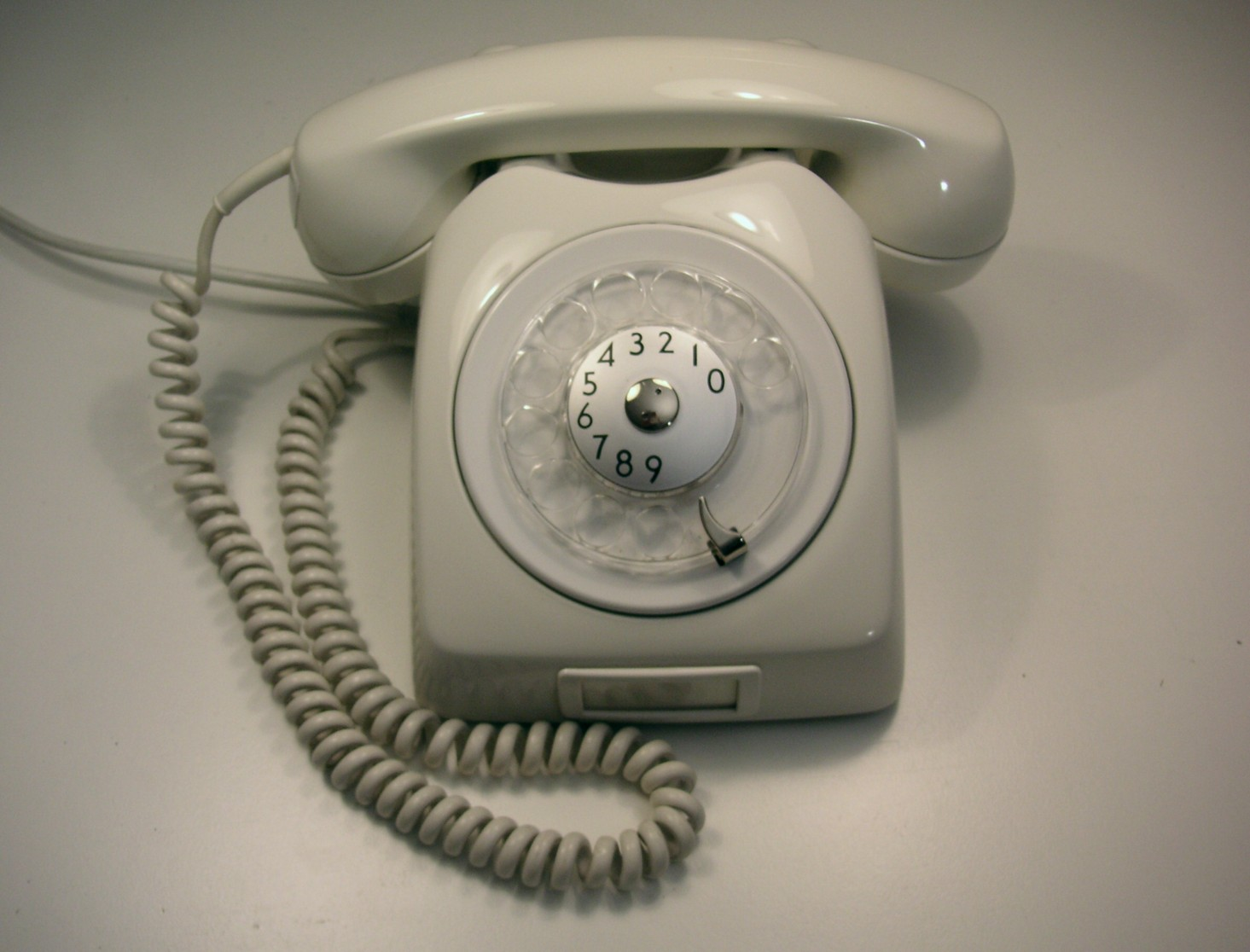
Grå Dialog från 1966
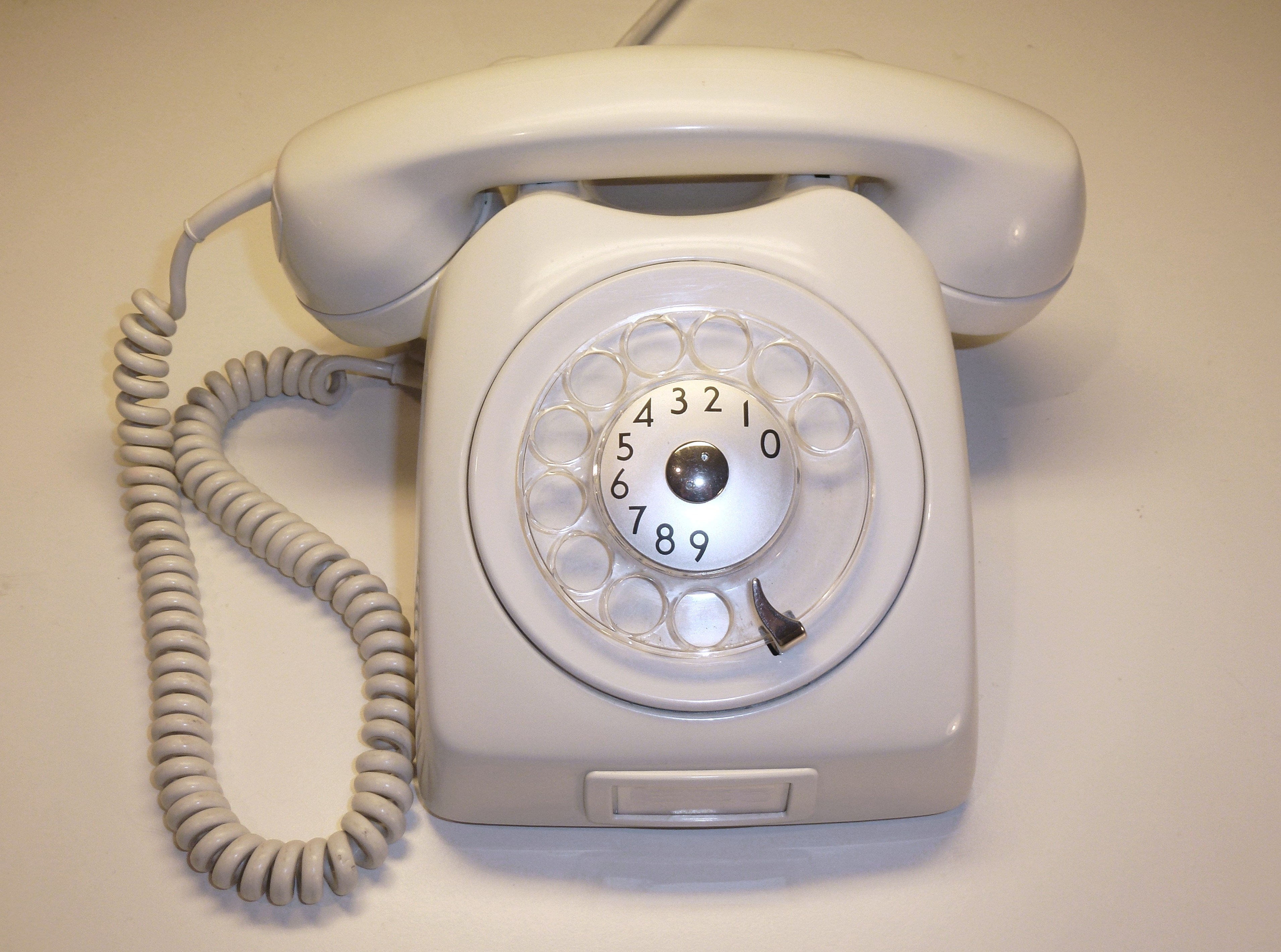
Vit Dialog från 1966
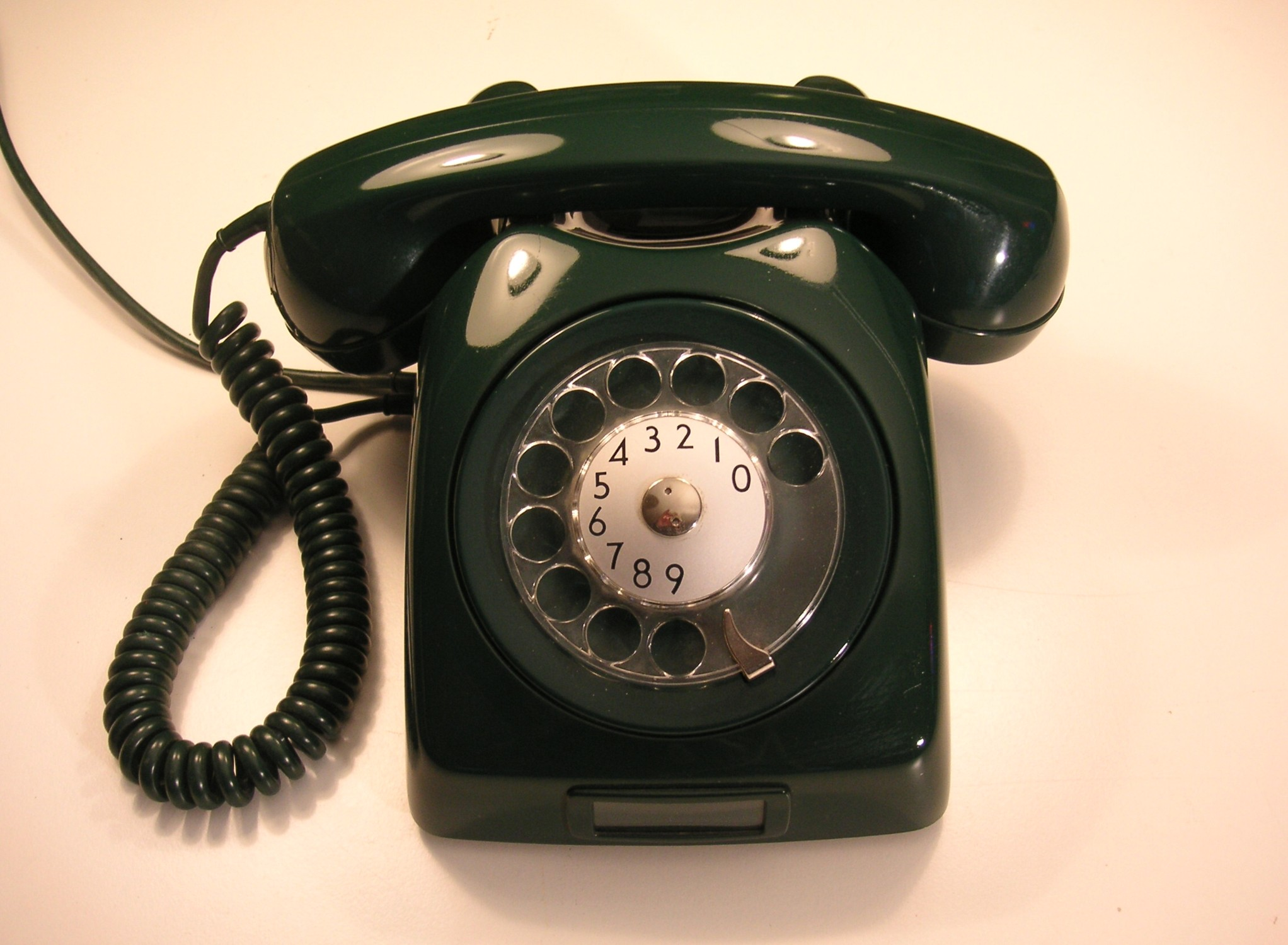
Grön Dialog från 1976
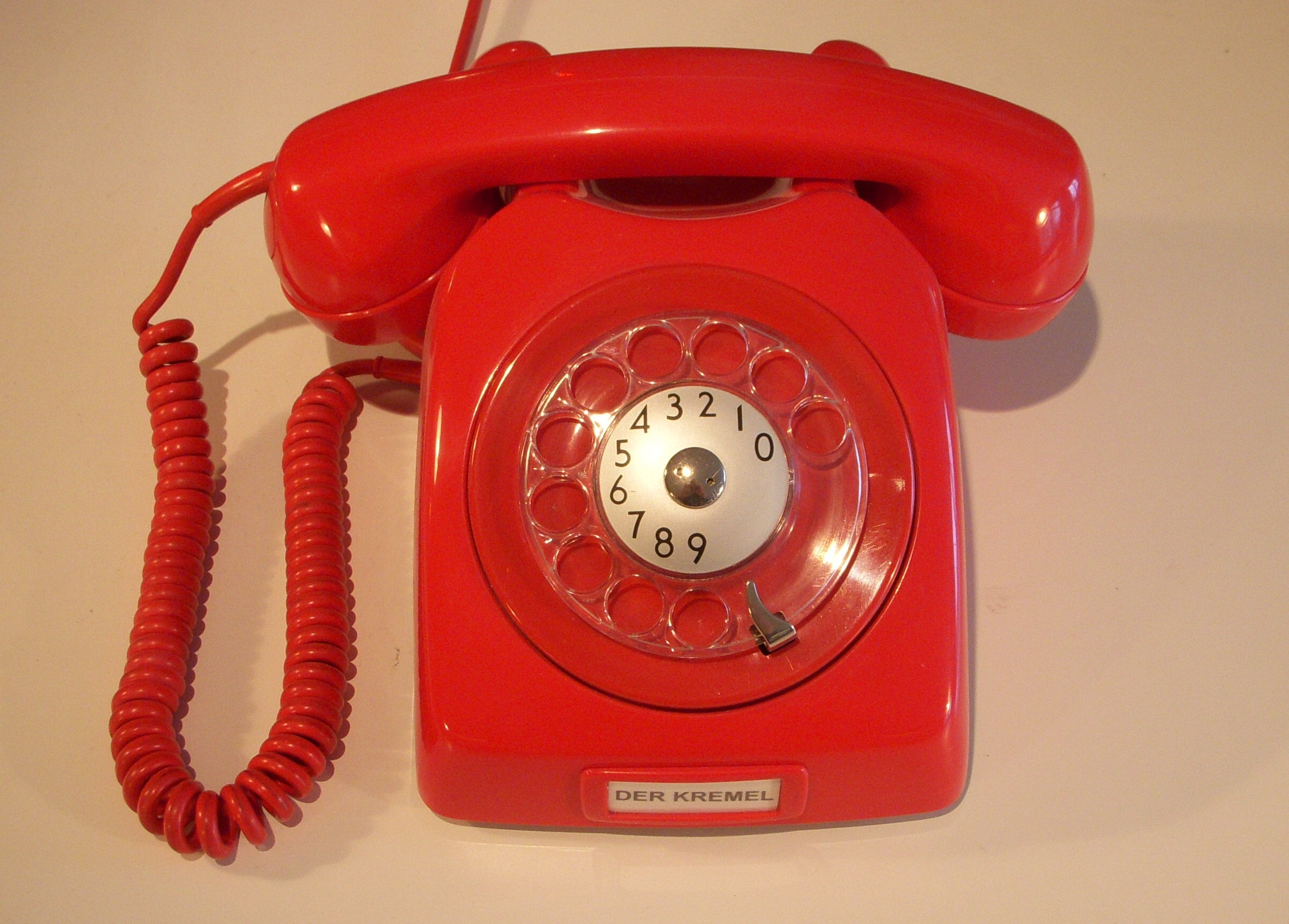
Röd Dialog från 1976
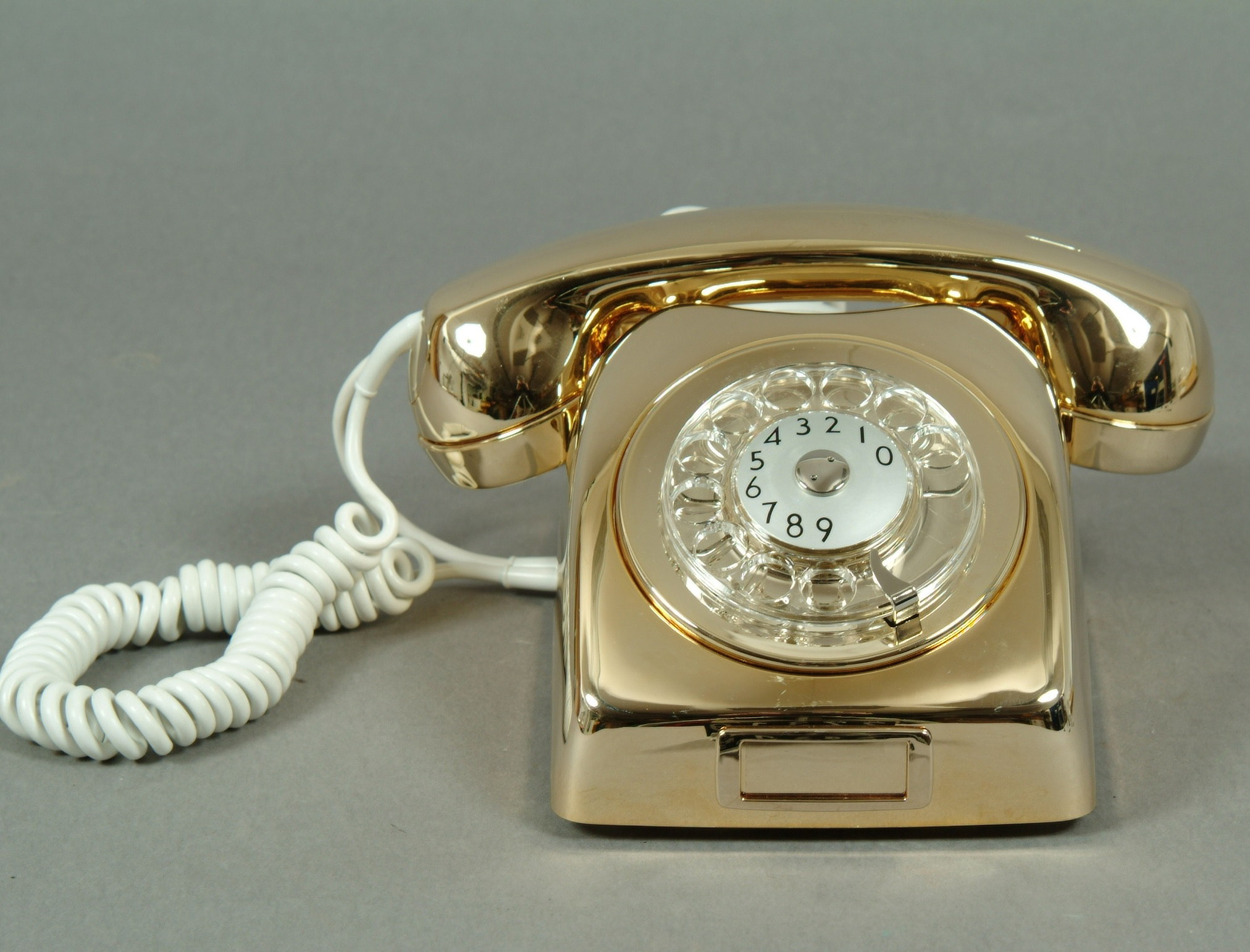
Guldfärgad Dialog 1978
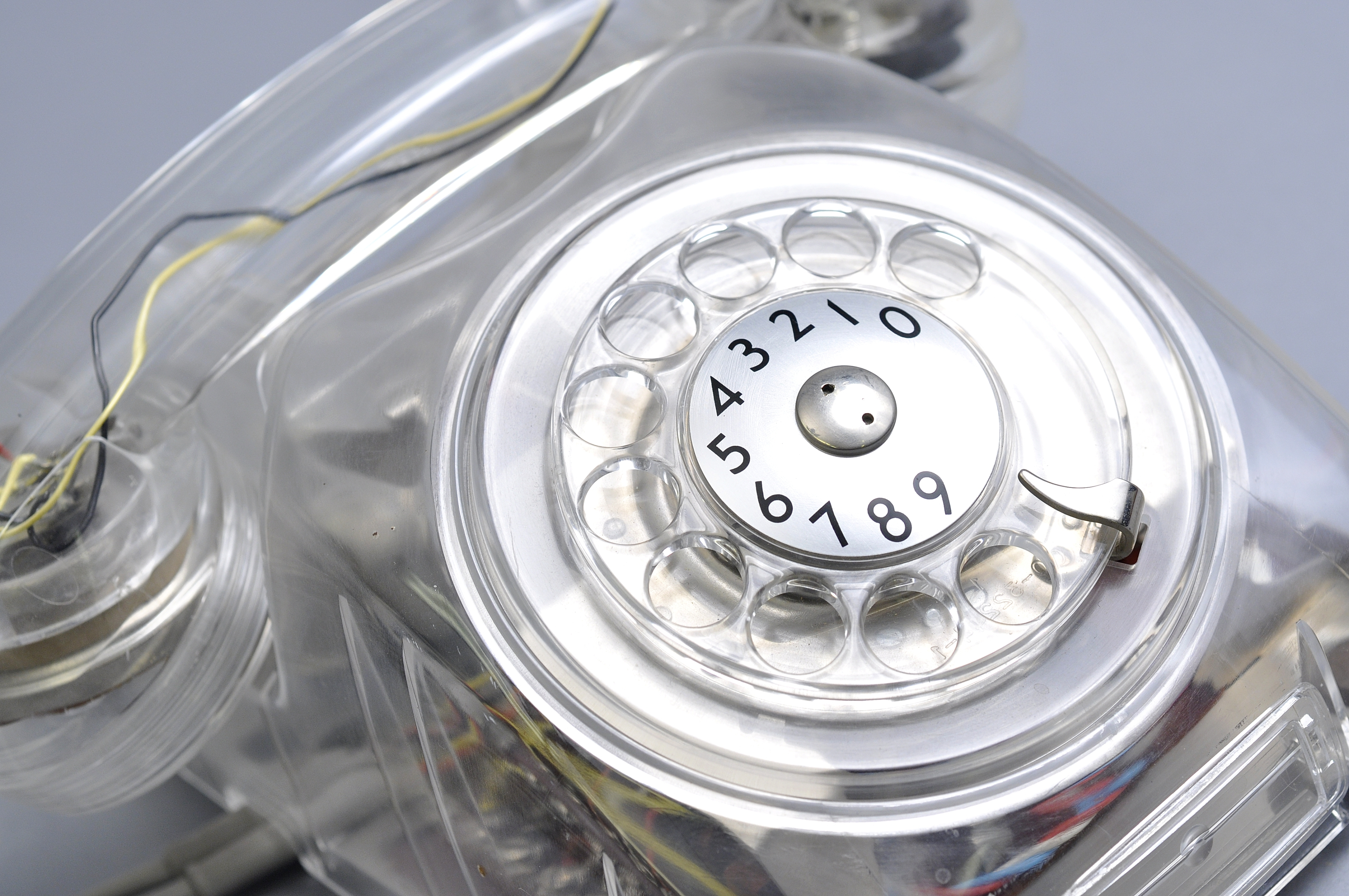
Genomskinlig Dialog

## Urval av telefoner i olika utföranden

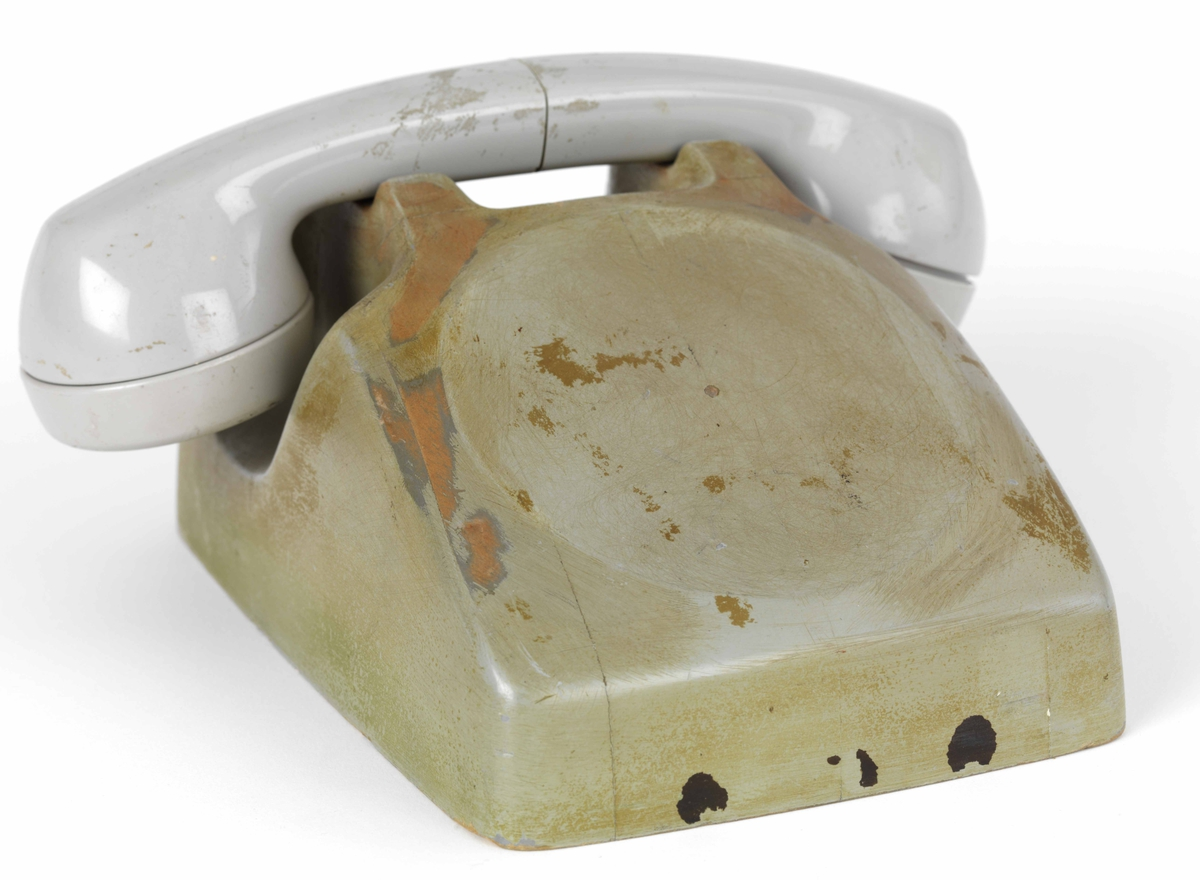
Gråmålad i prototyp i trä och med plastlur
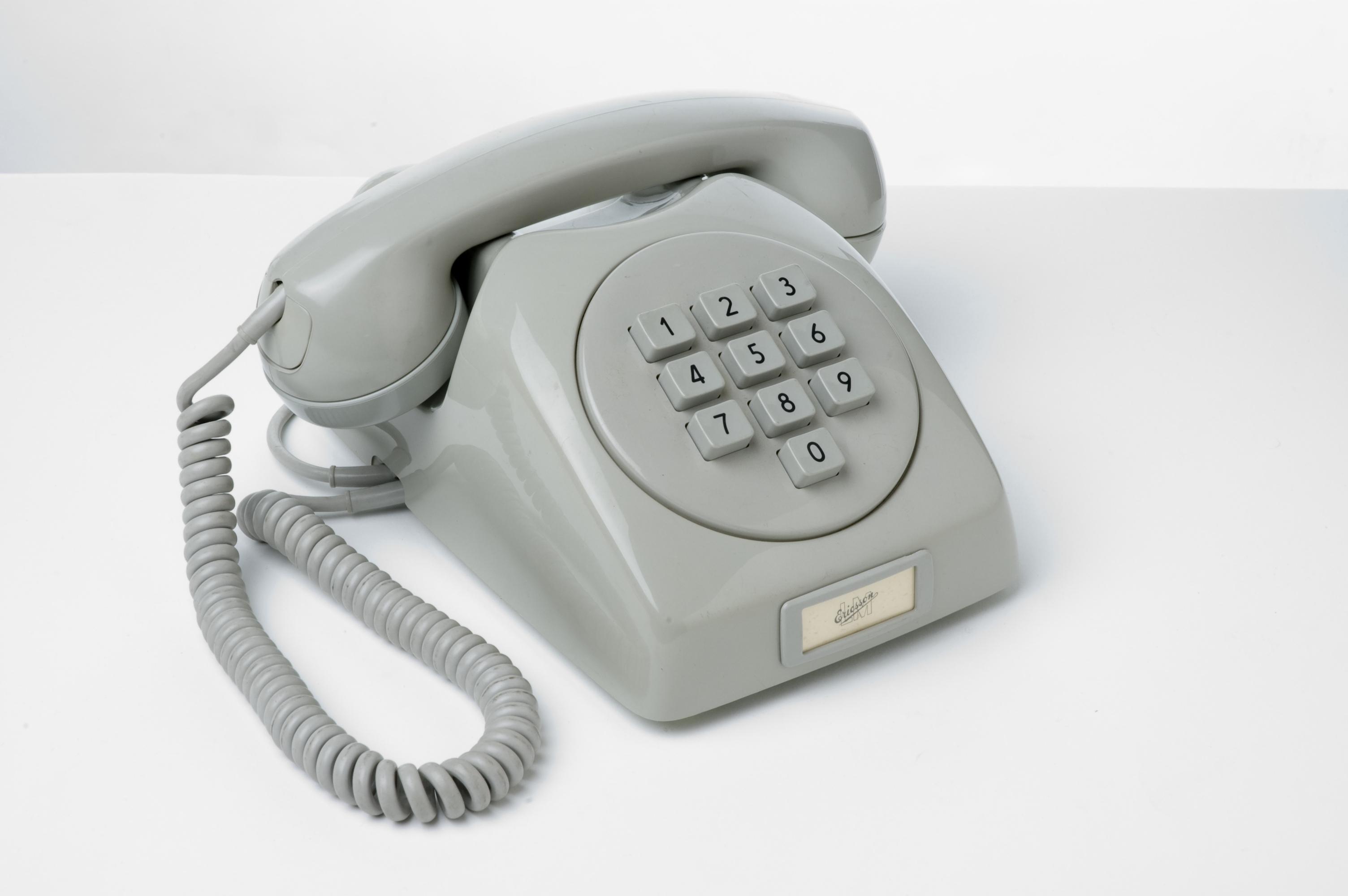
Dialog med knappsats
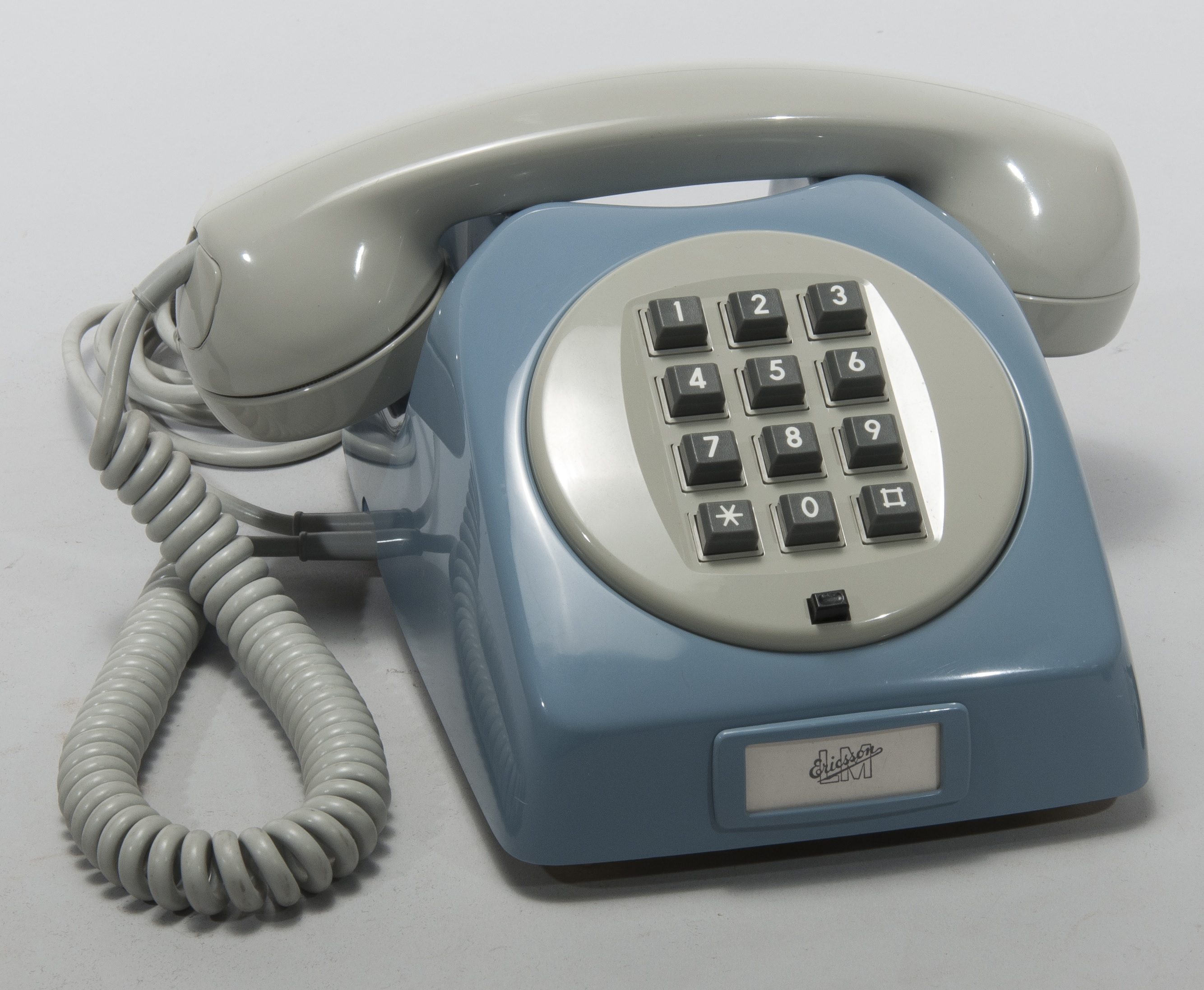
Dialog med Diavox-knappsats
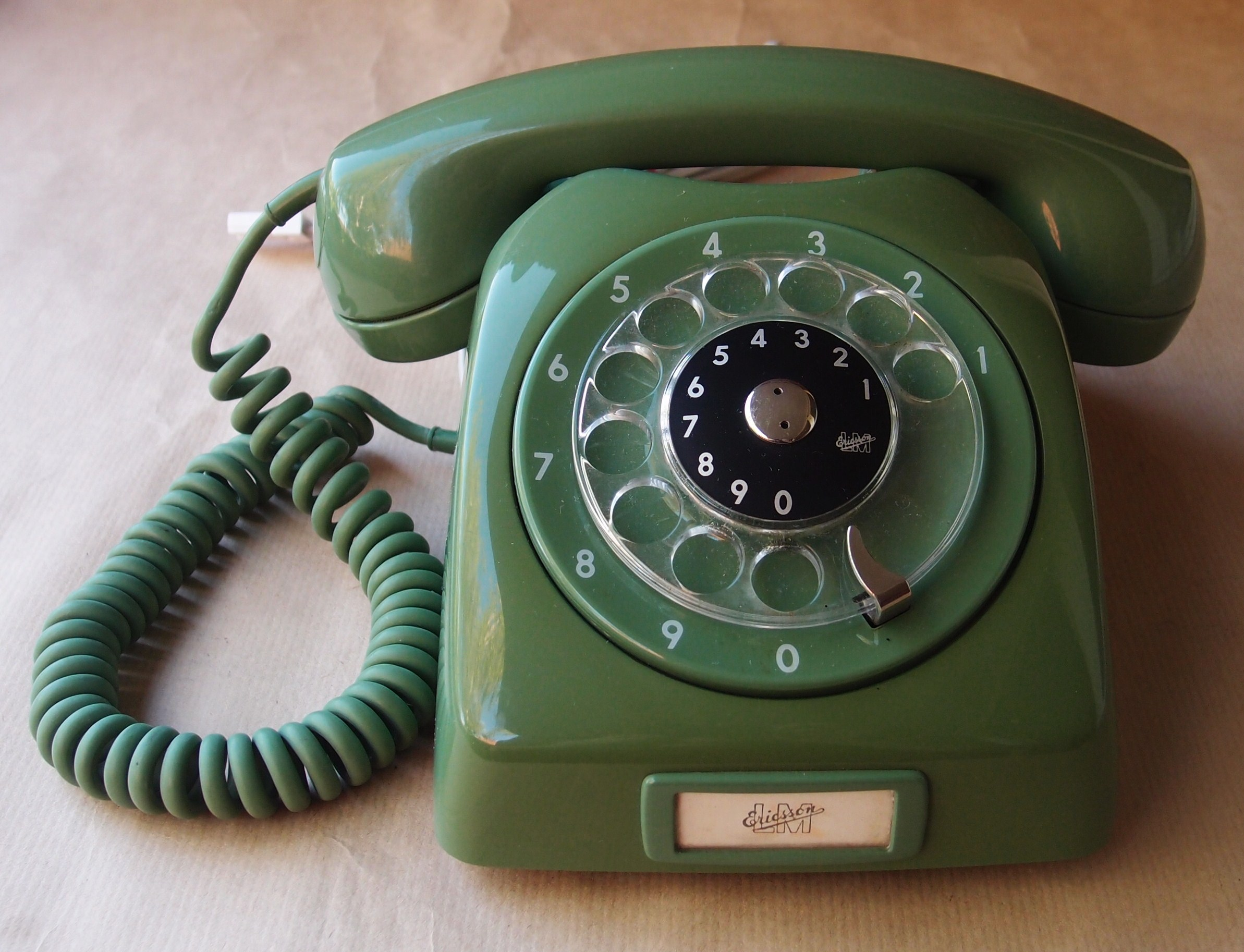
Dialog för den internationella marknaden; fingerskivan börjar med "1"
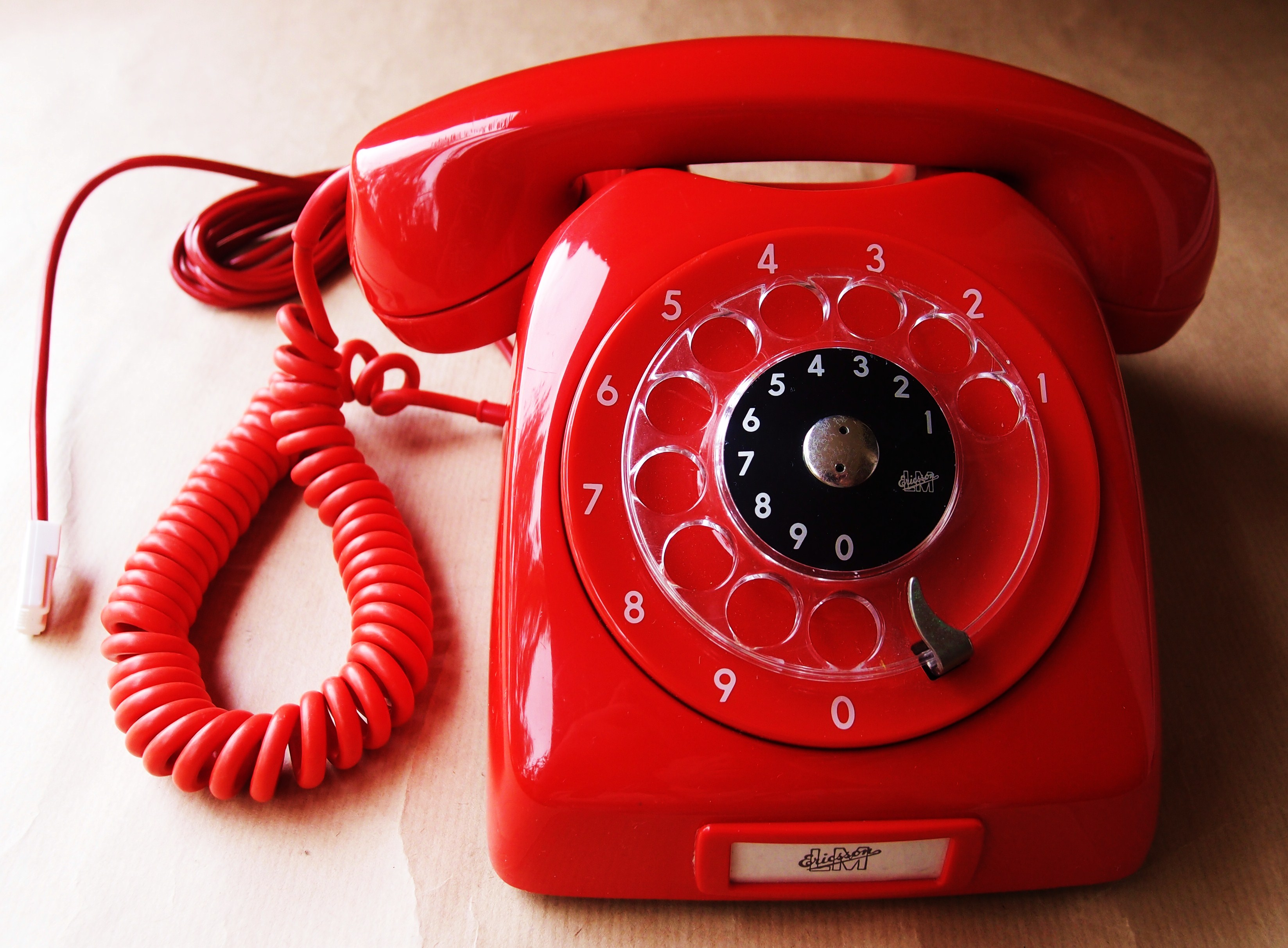
Dialog för den internationella marknaden; fingerskivan börjar med "1"
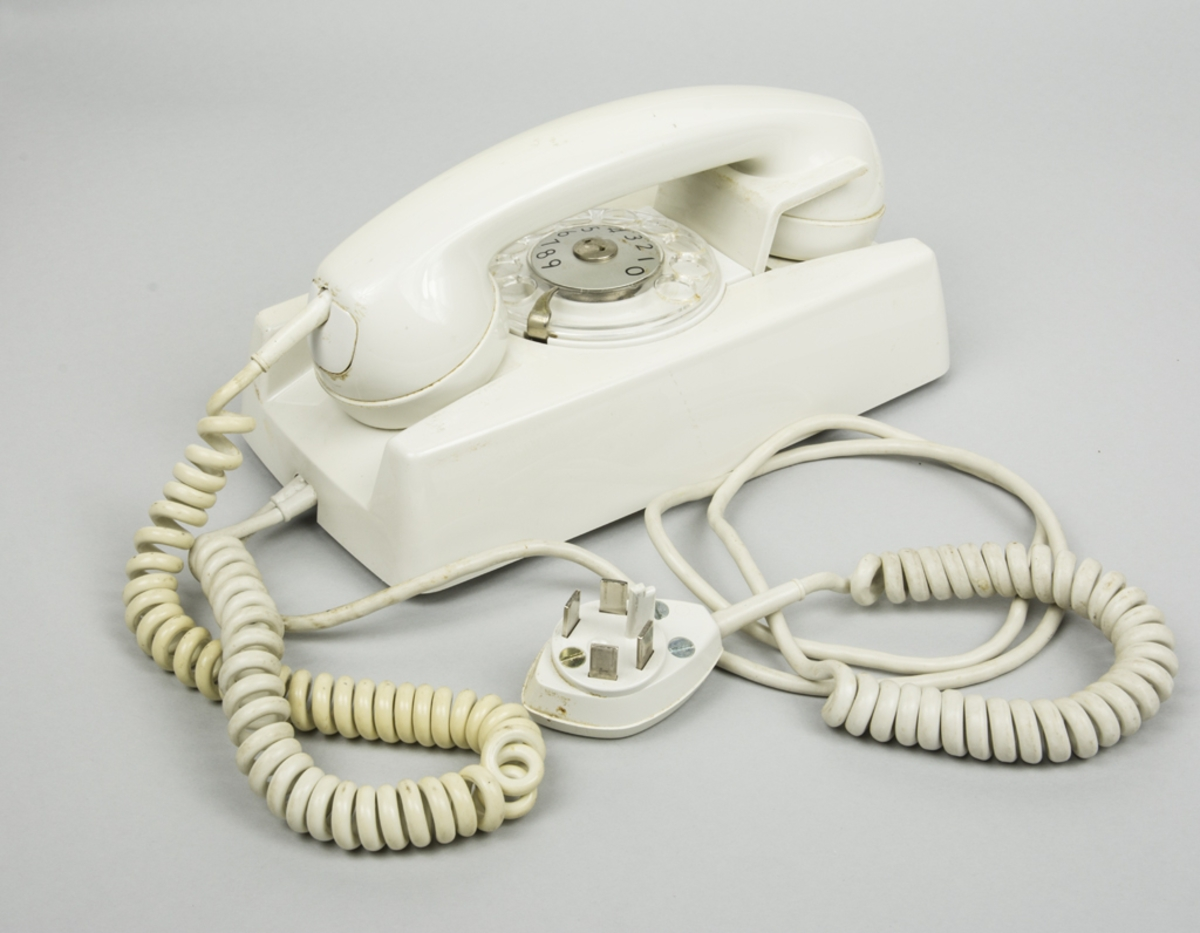
Dialog i väggutförande